# Halictus brunnescens
Halictus brunnescens är en biart som först beskrevs av Eduard Friedrich Eversmann 1852.  Halictus brunnescens ingår i släktet bandbin, och familjen vägbin. Inga underarter finns listade i Catalogue of Life.